# Exechia solii
Exechia solii är en tvåvingeart som beskrevs av Zaitzev 1999. Exechia solii ingår i släktet Exechia och familjen svampmyggor. Inga underarter finns listade i Catalogue of Life.